# Gijsbert Friedhoff
Ingenieur Gijsbert Friedhoff (Rotterdam, 21 juli 1892 - Haarlem, 20 september 1970) was een Nederlands architect en rijksbouwmeester (1946-1958).

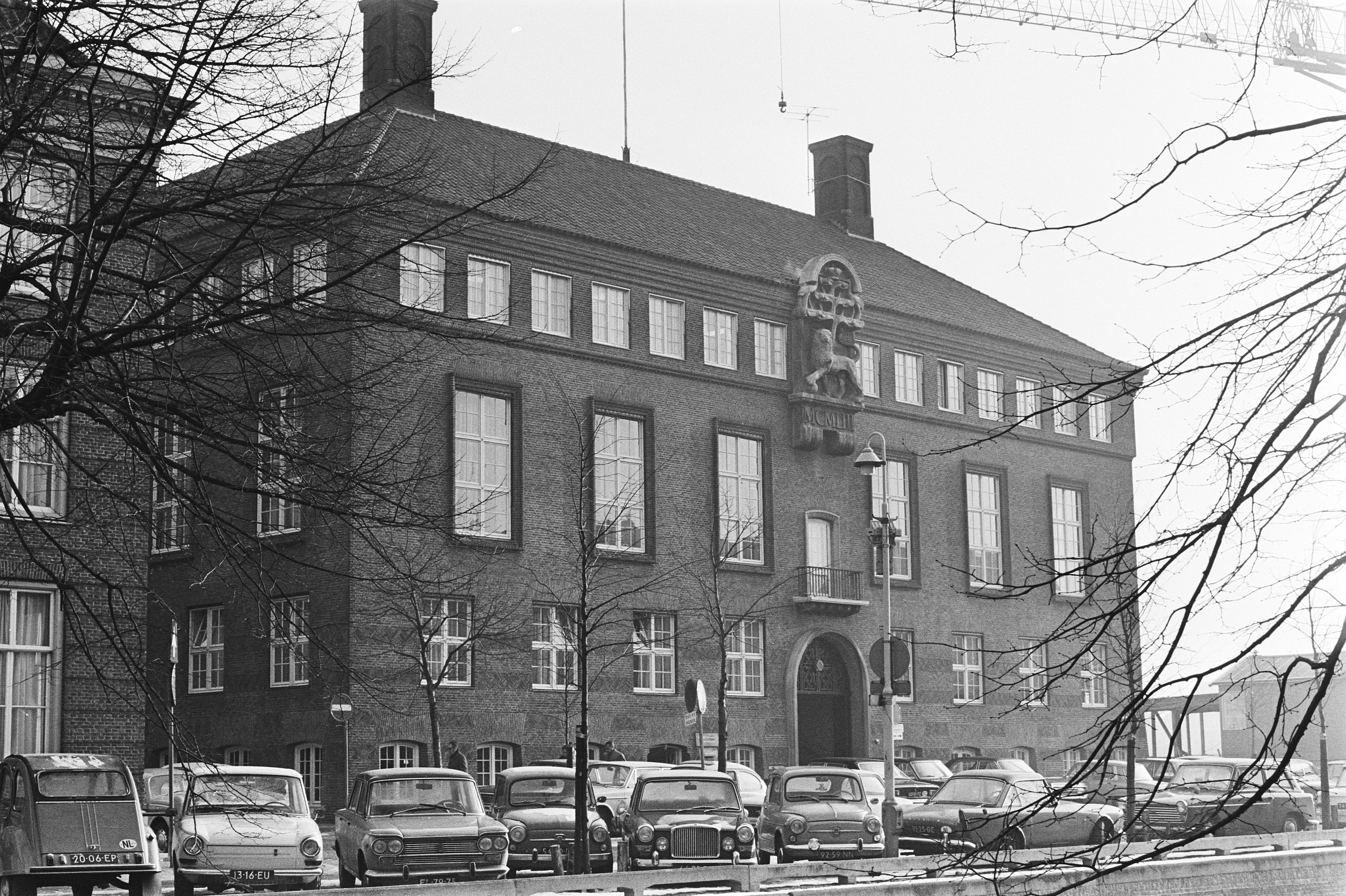
Afgebroken in 1996: Gebouw Ministerie van Onderwijs, Nieuwe Uitleg, Den Haag

## Achtergrond
Zijn stijl kwam overeen met de op het traditionalisme georiënteerde Delftse School.

Hij studeerde aan de Technische Hogeschool in Delft.
Tijdens zijn rijksbouwmeesterschap was hij lid van de adviescommissie in 1952 voor de nieuwbouw van Provinciale Planologische Dienst en de Provinciale Waterstaat in 's-Hertogenbosch. Hij verstrekte daar de meervoudige opdracht.

## Ontwerpen
Friedhoff maakte het ontwerp voor onder andere het stadhuis van Enschede aan de Langestraat, dat tussen 1930 en 1933 gebouwd werd. Met zijn ontwerp hiervoor won hij in 1929 een wedstrijd. Het gebouw lijkt op het Stadhuis van Stockholm van Ragnar Östberg.
Hij ontwierp met Frits van Hall het Van Heutsz-monument, in 1935 onthuld door koningin Wilhelmina in Amsterdam. Na de oorlog liet hij zijn monumentale stijl zien in grote kantoorgebouwen van de overheid, onder andere het Ministerie van Oorlog (nu Defensie) uit 1954 in Den Haag. Een ander bekend bouwwerk van Friedhoff is Vuurtoren Westhoofd in Ouddorp. Na de oorlog maakte Friedhoff werderopbouwplannen voor Zandvoort (1946) en Den Haag (1950-1953), waar hij een plan maakte voor een regeringswijk met mininisteriegebouwen.
Bekende naoorlogse ontwerpen van Gijsbert Friedhoff in Amsterdam zijn:
- Rijksbelastingkantoor aan de Wibautstraat (Kohnstammhuis) (Gebouwd: 1956-1958)
- woonhuis aan Apollolaan 119
- Emmakerk aan de Middenweg
- First Church of Christian Scientist aan de Richard Wagnerstraat 32-34
- Ministerie van Oorlog (nu Defensie) Gebouwd: 1954
- Ministerie van Landbouw (nu Landbouw, Natuur en Voedselkwaliteit) Rijksmonument; gebouwd: 1957-1962
- Ministerie van Onderwijs (1953), Nieuwe Uitleg, Den Haag, afgebroken in 1996, ontworpen samen met ir. M. Bolten
- Vuurtoren Westhoofd Ouddorp
- Stadhuis van Enschede Gebouwd: 1930
- Postkantoor (1956-1958), Prins Bernhardlaan, Voorburg, ontworpen samen met ir. C. Caspers[3]
- Rijkskantorengebouw annex kantongerecht (1952-1953), Ledelplein, Oostburg, ontworpen samen met ir. M. Bolten[4]
- Observatietoren en twee kantoorvleugels (1950-1953 en 1961-1963), voor het KNMI, De Bilt[5]
- Hoofdpostkantoor PTT aan het Kerkplein in Den Haag, in 1998 omgebouwd tot appartementencomplex Hof ter Hage [6]

## Werken

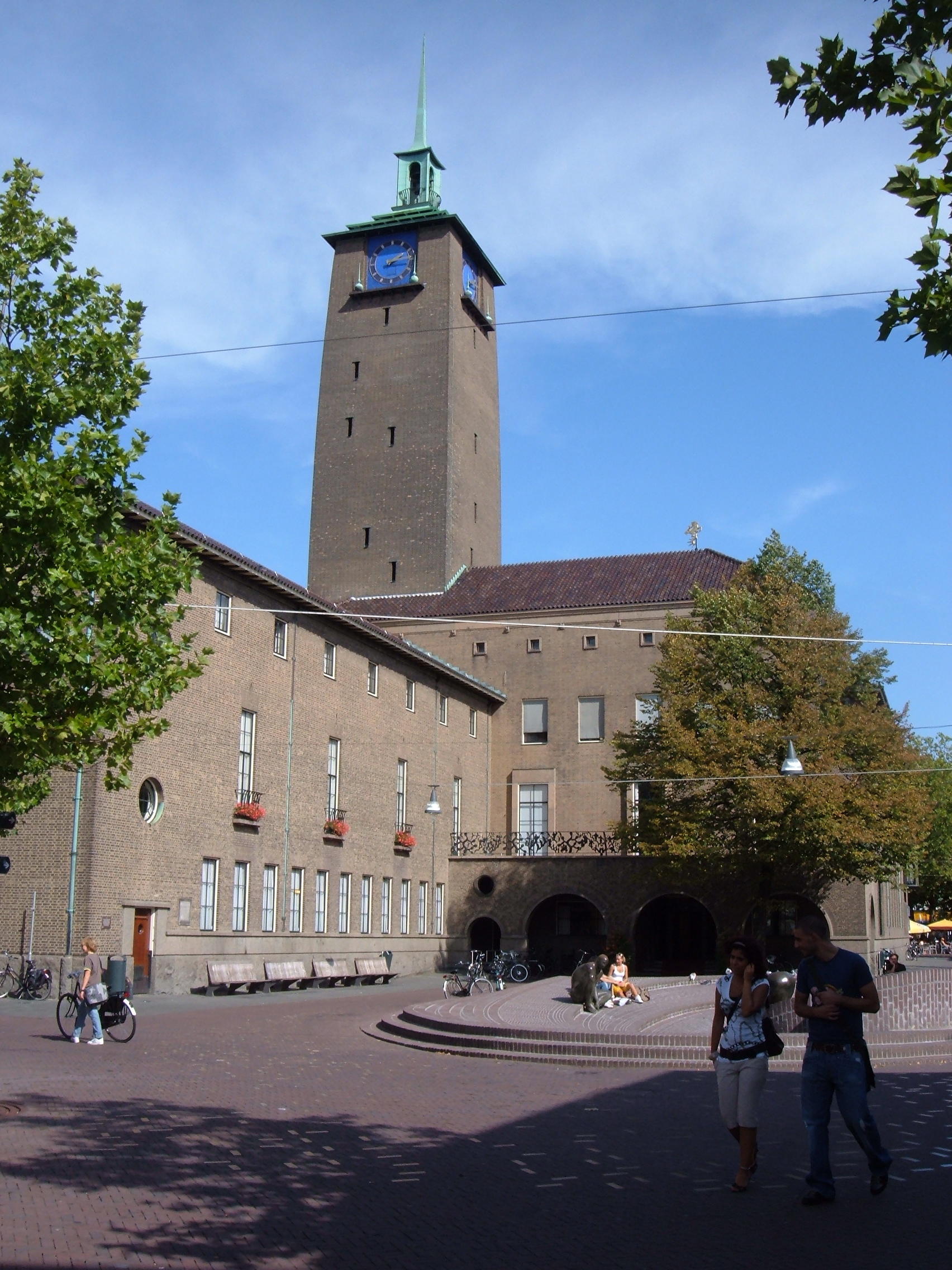
Stadhuis, Langestraat, Enschede
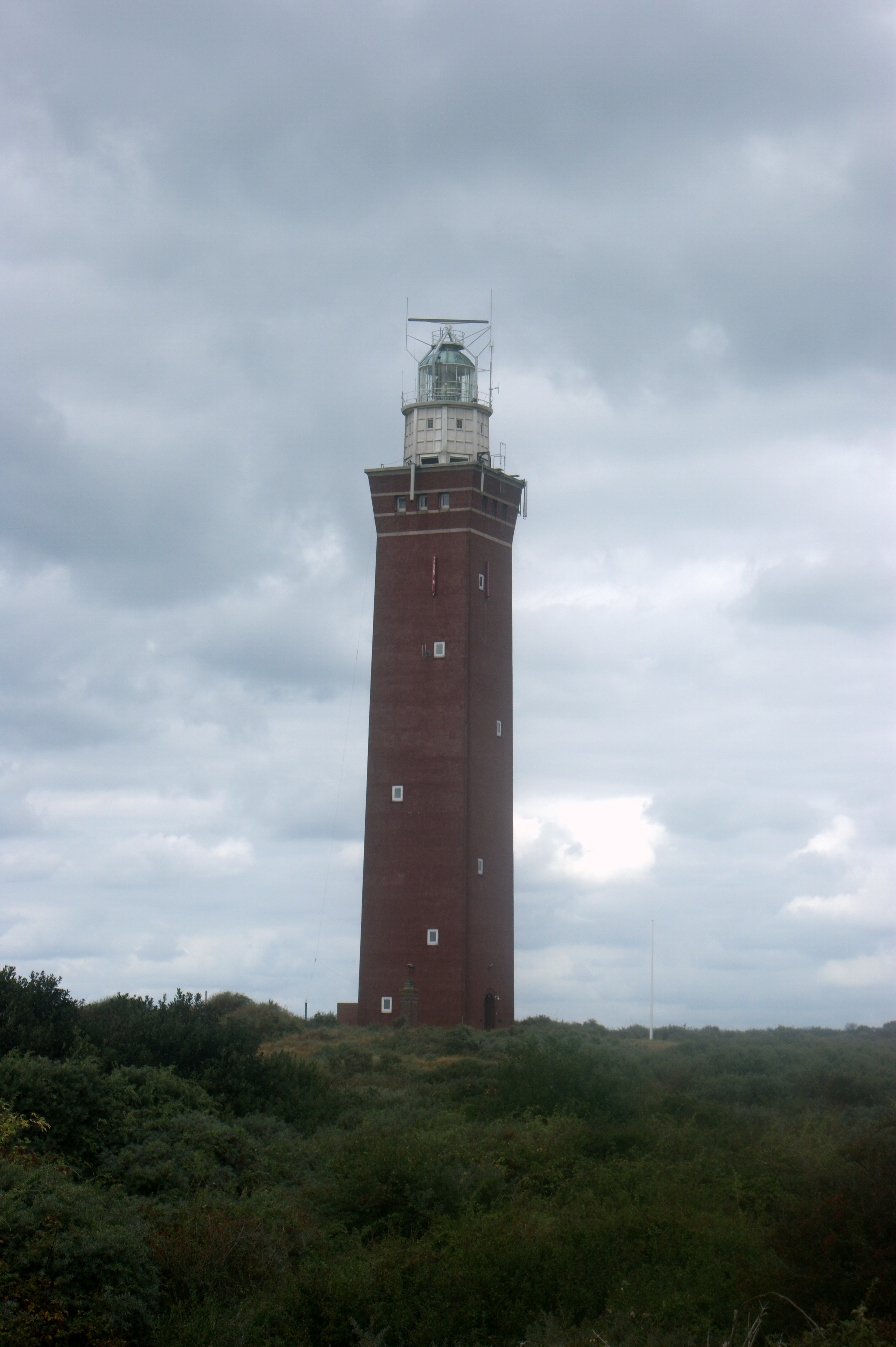
Vuurtoren Westhoofd, Groenedijk, Ouddorp
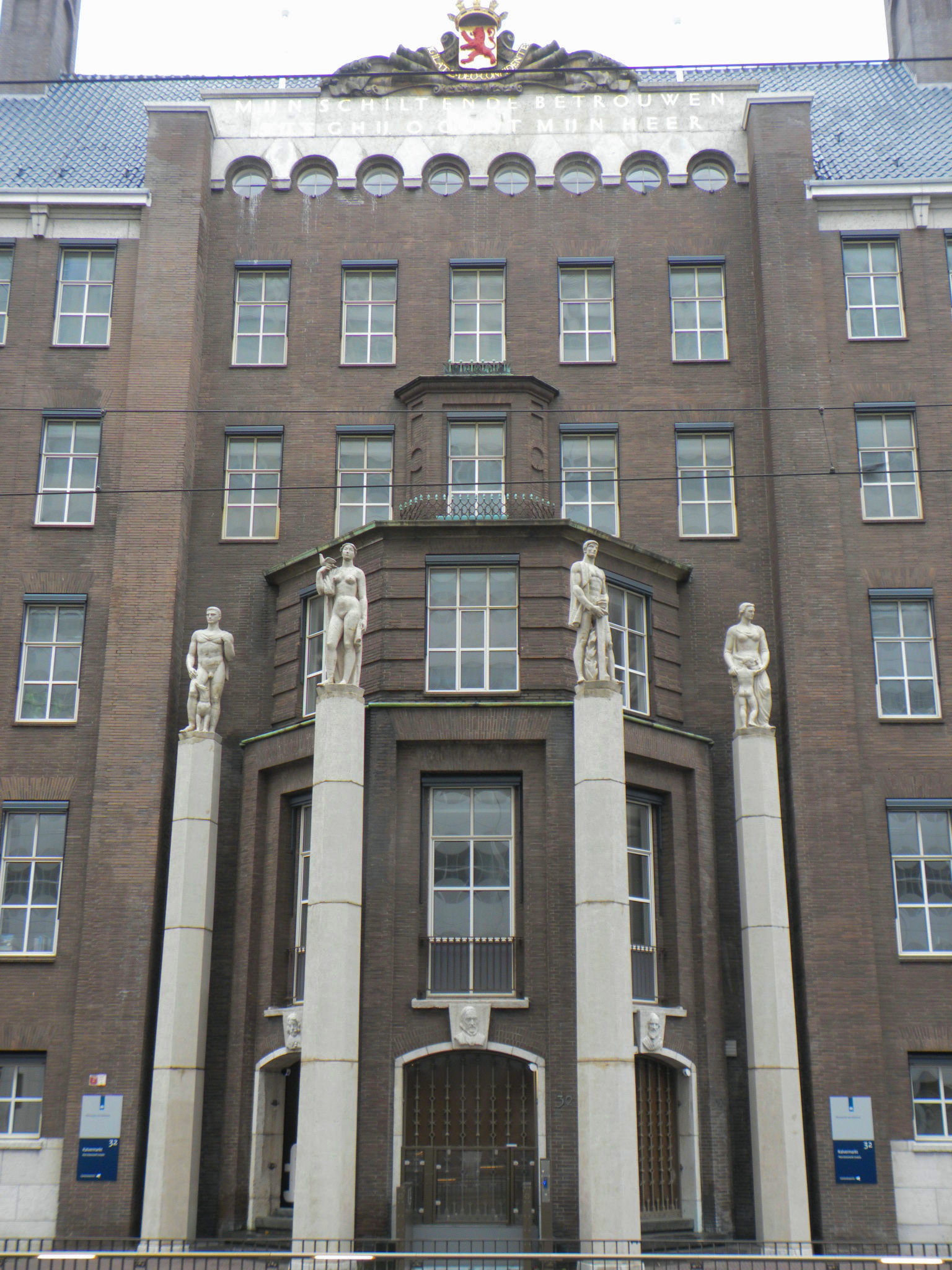
Ministerie van Defensie, Kalvermarkt, Den Haag
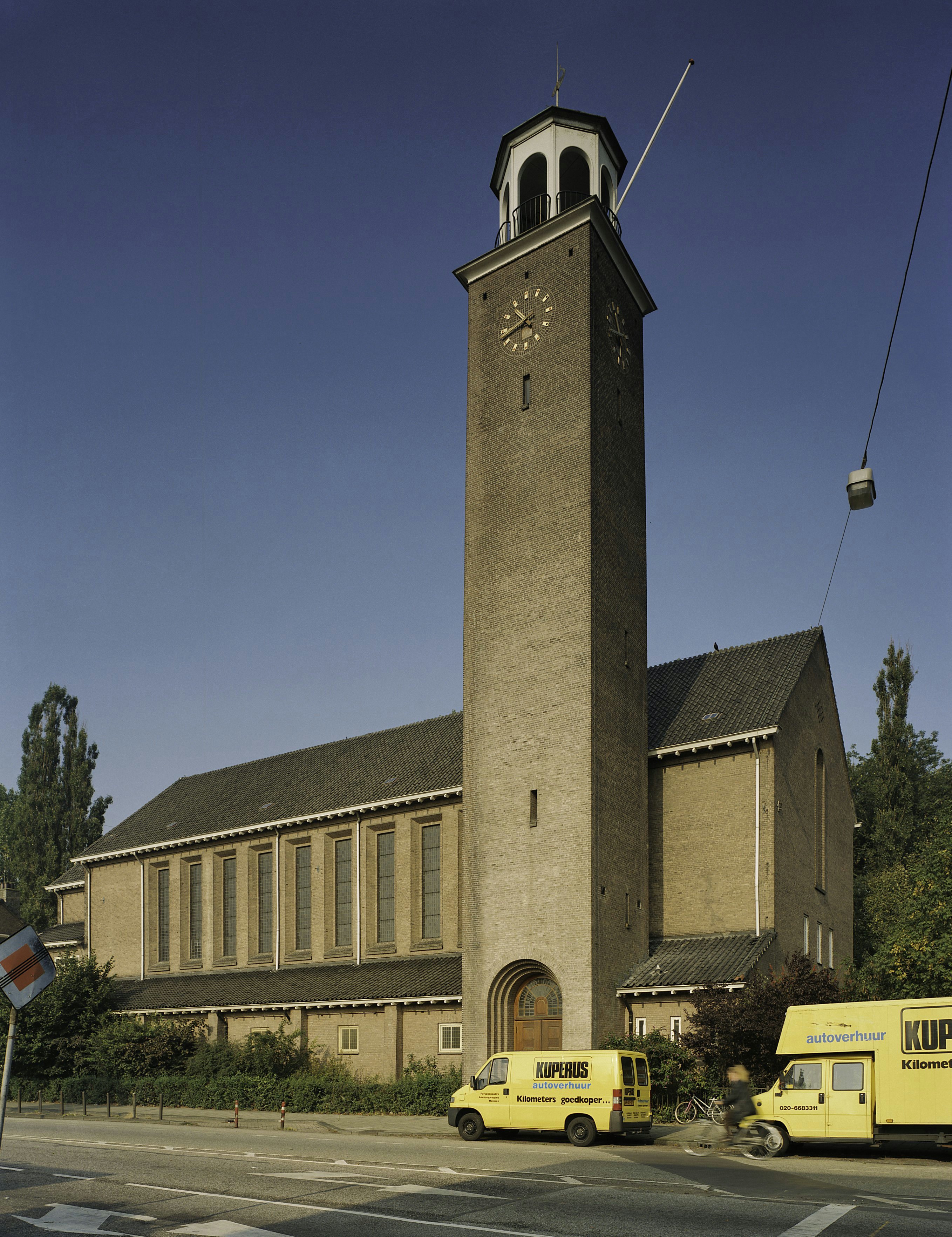
Emmakerk, Hugo de Vrieslaan, Amsterdam

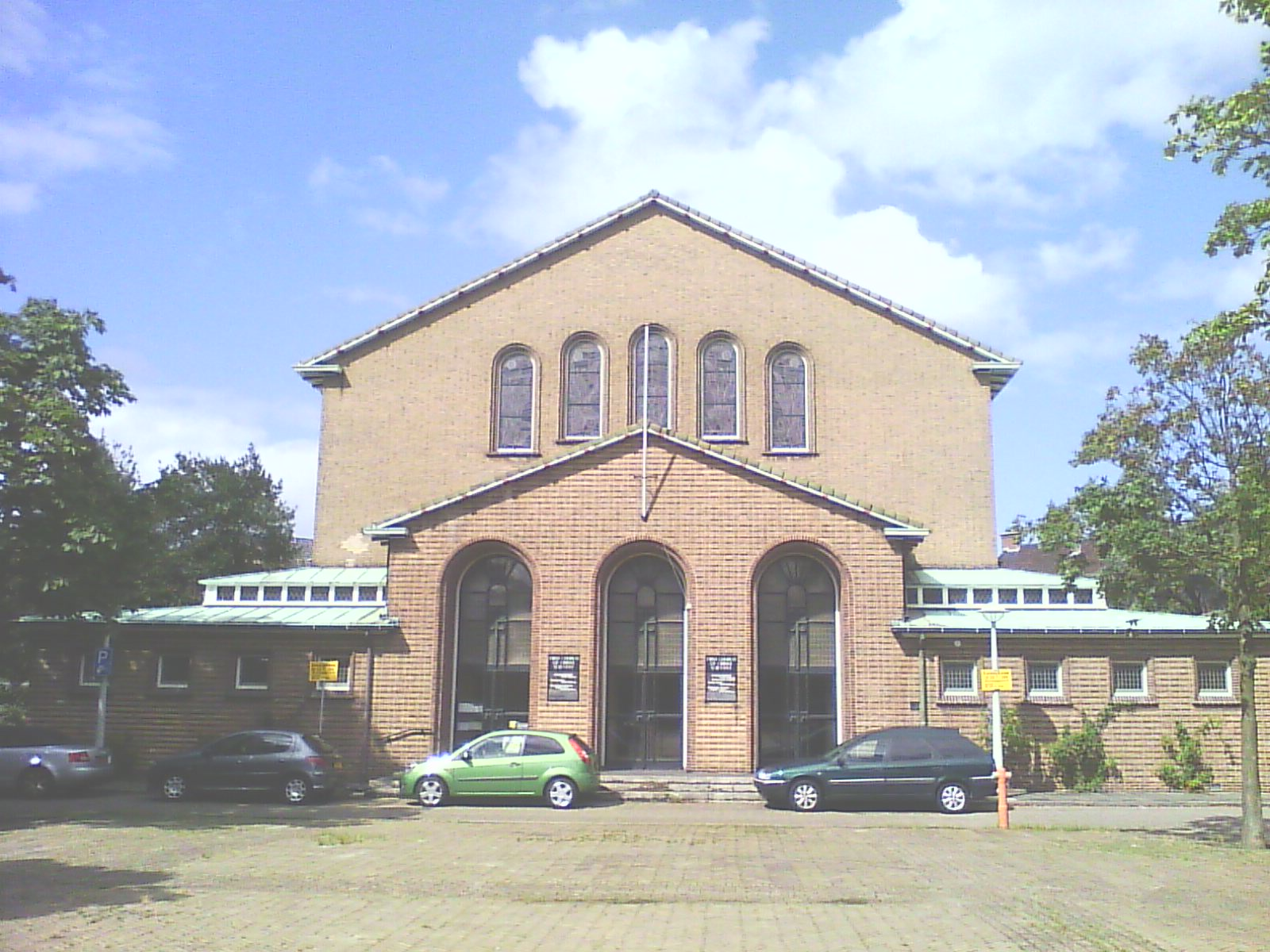
First Church of Christ Scientist, Amsterdam
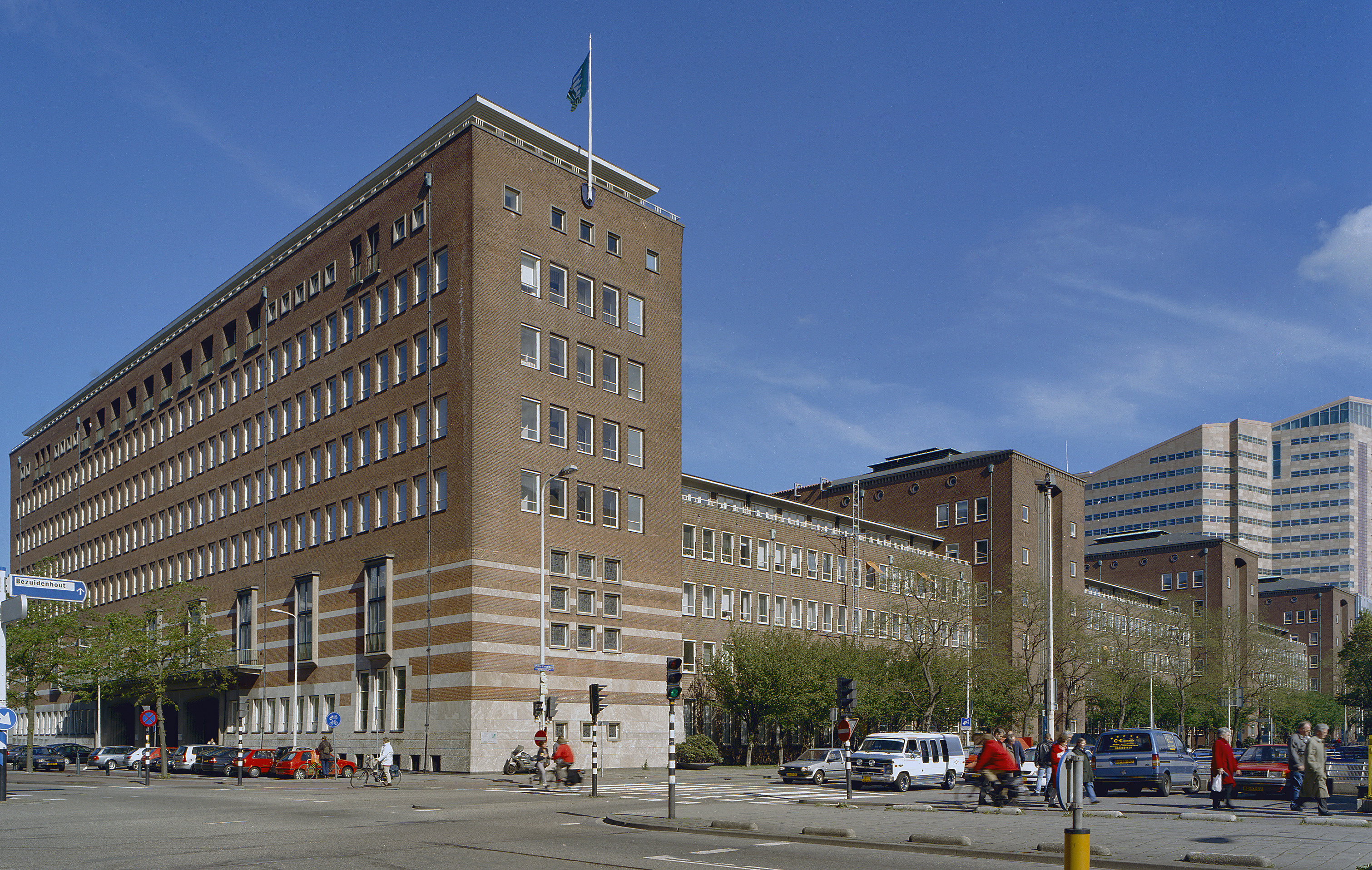
Ministerie van Landbouw, Bezuidenhoutseweg, Den Haag
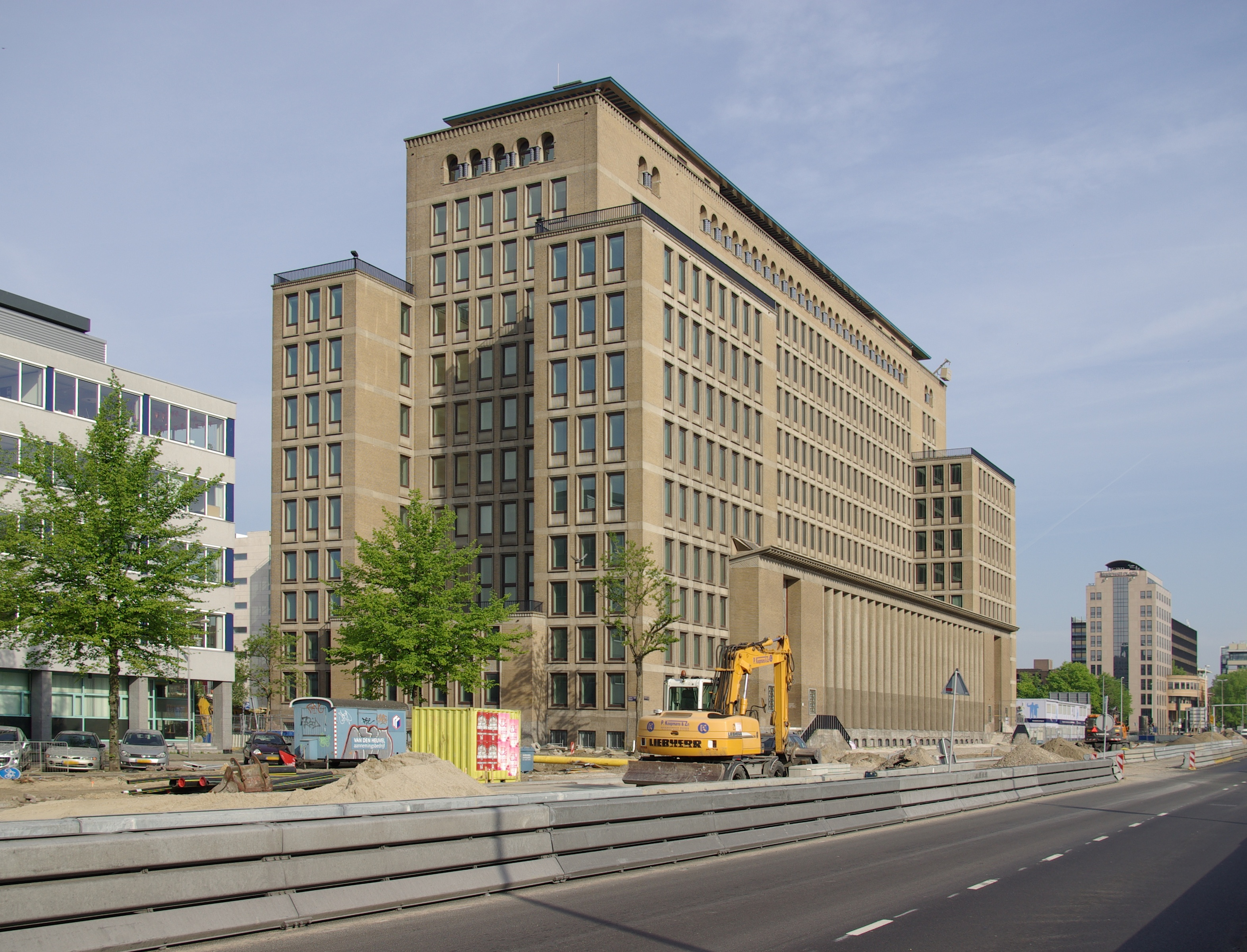
Kohnstammhuis, Wibautstraat, Amsterdam
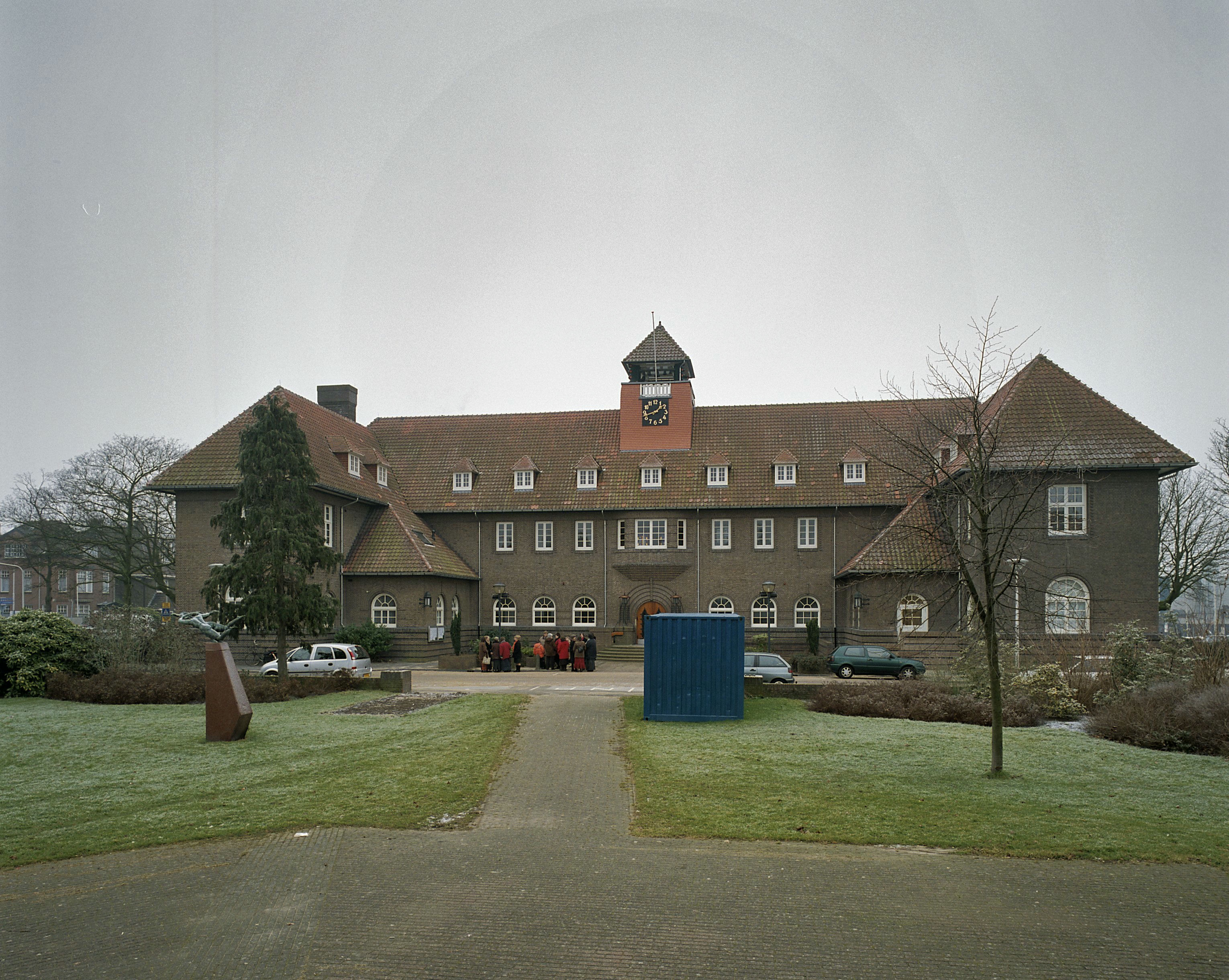
Raadhuis, Dr. Langeveldplein, Sliedrecht